# José Holebas
José Lloyd Cholévas ou Holebas (em grego Χοσέ Χολέβας ou Χολέμπας; (Aschafemburgo, 27 de junho de 1984), é um ex-futebolista profissional grego nascido na Alemanha que atuava como lateral-esquerdo. O jogador se aposentou em 2021.

## Infância
Holebas nasceu em Aschaffenburg, Baviera, Alemanha Ocidental, de pai grego, Achilles, da cidade de Trikala, e uma mãe uruguaia, Lowis.

## Carreira

### Viktoria Kahl
Em 2005, Holebas assinou com o clube da 6º liga Landesliga Bayern-Nordwest, FC Viktoria Kahl. Sob o comando do técnico Antonio Abbruzzese, ele jogou como um atacante e marcou 15 gols em 33 presenças, ficando como um dos artilheiros da Landesliga. O 1860 Munich com seus olheiros observaram o talento dele e o assinaram com Holebas no verão de 2006.

## Seleção Grega
Holebas representou a Seleção Grega de Futebol, através da boa passagem no Olympiakos, e um bom processo na naturalização do jogador então alemão.

### Gols pela Seleção
| #  | Data             | Local                          | Oponente | Placar | Resultado | Competição |
| -- | ---------------- | ------------------------------ | -------- | ------ | --------- | ---------- |
| 1. | 14 Novembro 2012 | Aviva Stadium, Dublin, Irlanda | Irlanda  | 1–0    | 1–0       | Amistoso   |

## Títulos

### Olympiacos
- Superleague Grega (5): 2010–11, 2011–12, 2012–13, 2013–14, 2020–2021
- Copa da Grécia (2) : 2012, 2013